# Daniel Kass
Daniel Kass, detto Danny (Pequannock, 21 settembre 1982), è uno snowboarder statunitense.

## Palmarès

### Olimpiadi
- Argento a Salt Lake City 2002 nell'halfipe.
- Argento a Torino 2006 nell'halfipe.

### Winter X Games
- Oro nel 2001 nell'halfpipe.
- Argento nel 2003 nell'halfpipe.
- Argento nel 2004 nello slopestyle.
- Argento nel 2004 nell'halfpipe.
- Argento nel 2005 nello slopestyle.
- Bronzo nel 2005 nel superpipe.